# Rosie Winterton

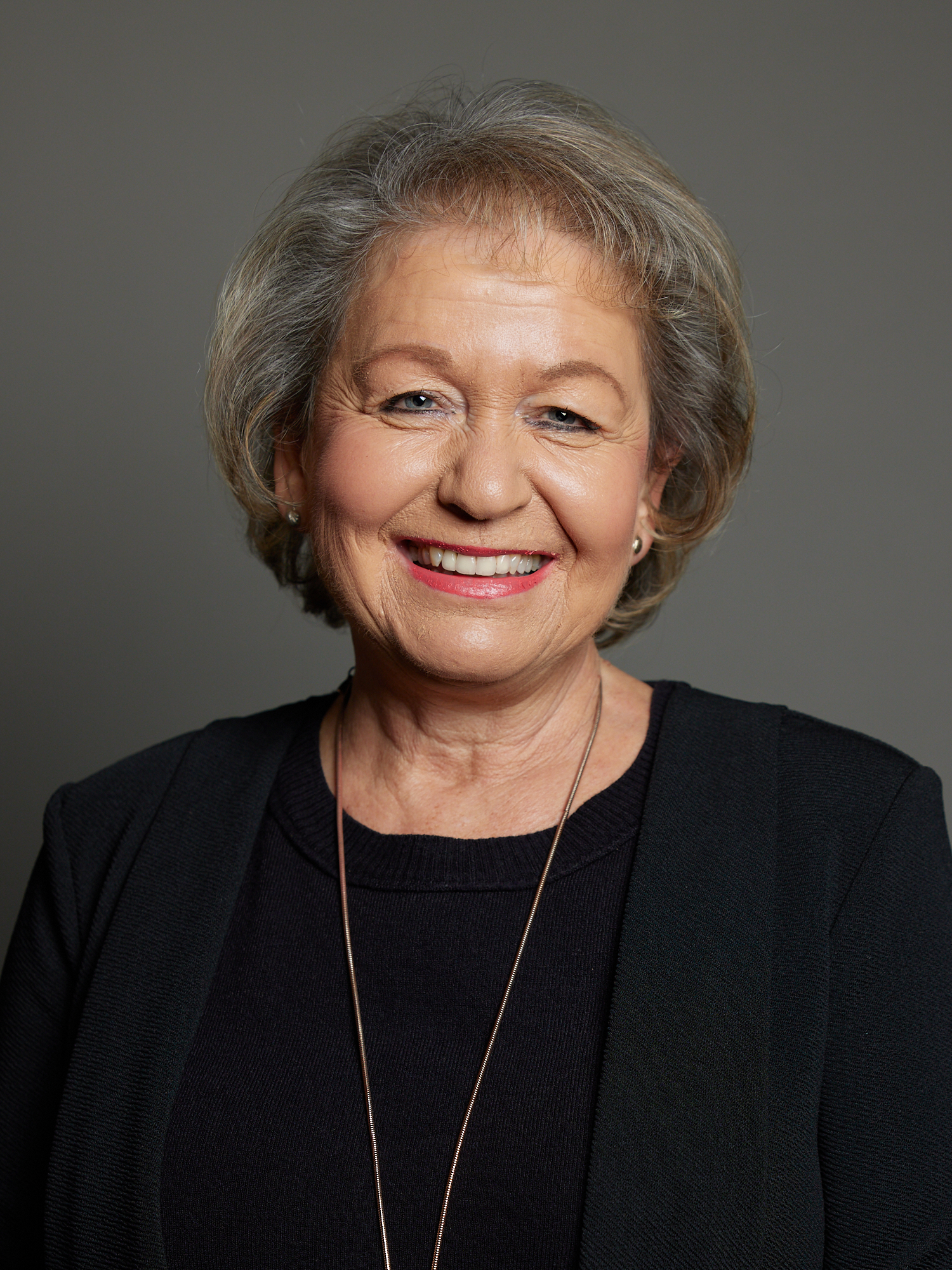
Rosie Winterton (2022)

Rosie Winterton, DBE MP (* 10. August 1958 in Leicester, England) ist eine britische Politikerin.
1979 schloss Winterton ihr Geschichtsstudium an der University of Hull mit Bachelor of Arts   ab.
Winterton ist Mitglied von Labour und vertritt seit 1997 den Wahlkreis Doncaster Central. Im Juni 2006 wurde sie zum Mitglied von Her Majesty’s Most Honourable Privy Council ernannt und am 19. Juli 2006 vereidigt. Von 2007 bis 2010 war sie Teil des Kabinett Brown. Nach der Niederlage von Labour 2010 wurde sie Schatten-Leader of the House of Commons. Von September 2010 bis Oktober 2016 war sie Chief Whip von Labour. Bei den New Year Honours 2016 wurde sie zur Dame Commander of the Order of the British Empire ernannt. 2017 wurde sie Second Deputy Chairman of Ways and Means.  Bei der Wahl zum Speaker des House of Commons 2019 trat sie an und schied in der zweiten Runde aus. Da mit Lindsay Hoyle ein Parteifreund Speaker wurde, rückte sie auf den Posten des First Deputy Chairman of Ways and Means. Am 27. Februar 2022 gab Winterton bekannt, dass sie bei den nächsten Parlamentswahlen im Vereinigten Königreich nicht antreten werde.